# Lågböthäran
Lågböthäran är ett skär i Åland (Finland). Det ligger i Skärgårdshavet och i kommunen Kökar i landskapet Åland, i den sydvästra delen av landet. Ön ligger omkring 66 kilometer öster om Mariehamn och omkring 220 kilometer väster om Helsingfors. Lågböthäran ligger 3 meter över havet.
Öns area är 3,1 hektar och dess största längd är 260 meter i sydväst-nordöstlig riktning. Trakten är glest befolkad. Närmaste större samhälle är Kökar, 8,7 km nordväst om Lågböthäran.